# Cutina
La cutina  è la sostanza cerosa idrofoba presente in maggior quantità all'interno della cuticola protettiva che ricopre le parti esterne dei tessuti tegumentari delle piante prevenendone la disseccazione.

## Composizione
È una macromolecola formata da acidi grassi a lunga catena con gruppi alcolici legati gli uni agli altri attraverso legami esterei, formando in questo modo un polimero amorfo di dimensioni e peso molecolare indefiniti. Si tratta più precisamente, di un poliestere naturale.
Le due famiglie di acidi grassi in essa contenute sono tipicamente lipidi a catena C16 (acido palmitico) saturi e lipidi a catena C18 saturi (acido stearico) o monoinsaturi (acido oleico).
Le pareti esterne delle cellule epidermiche sono incrostate di cutina.

## Ruolo biologico
Si trova nella parete secondaria delle cellule vegetali e conferisce impermeabilità ad acqua e gas e controlla la traspirazione. Si trova spesso in associazione con le cere (lipidi a lunga catena) a ricoprire i tessuti esterni di molti organi vegetali (foglie, frutti).